# Yahya ibn Idris ibn Umar
Yaḥyā IV ibn Idrīs ibn ʿUmar (in arabo يحي بن إدريس بن عمر‎? ; in berbero ⵢⴰⵃⵢⴰ ⵓ ⴷⵔⵉⵙ ⵓ ⵄⵓⵎⴰⵕ; ... – Assila, 920) fu il nono sultano della dinastia sciita degli Idrisidi. Regnò sul Maghreb al-Aqsa (l'attuale Marocco) dal 904 al 920.

## Biografia

### Il Sultano Idrisido
Era il figlio di un fratello di ʿAlī II di nome Idrīs. Si ribellò contro Yaḥyā III, rivendicando i diritti dello zio, espulso dalla rivolta sufrita dell'883.

Rabīʿ ibn Sulaymān, un generale al servizio di Yaḥyā IV, sconfisse e uccise Yaḥyā III nel 904, permettendo l'ascesa al trono di Yaḥyā IV.
Di questa guerra civile approfittarono i Fatimidi dell'Ifriqiya, dove nel 910 ʿUbayd Allāh al-Mahdī venne proclamato Imām (califfo). Il governatore di Taza e Meknès, Maṣāla b. Ḥabūs, capo della tribù dei Miknāsa, dichiarò fedeltà all'Imām fatimide, abbandonando gli Idrisidi.
Nel 912 il re del Regno di Nekor, Saʿīd b. Ṣāliḥ, della dinastia  salihide, riconobbe l'autorità idriside, rifiutandosi di riconoscere l'Imām fatimide.
Nel 915, Mūsā ibn Abī l-ʿAfiya, cugino di Maṣāla, occupò per un breve periodo Fez, venendo poi costretto a ritirarsi.

### Il governatore fatimido di Fès
Dopo un periodo di lotta, nel 917 Yaḥyā IV fu sconfitto da Maṣāla b. Ḥabūs e costretto a riconoscere la sovranità dell'Imām fatimide e a pagargli tributi. ʿUbayd Allāh al-Mahdī gli permise di mantenere il governo di Fez e la sua regione, ma Yaḥyā dovette cedere il resto del suo regno al cugino di Maṣāla, Mūsā b. Abī l-ʿĀfiya. 

Maṣāla conquistò anche il Regno di Nekor nel 917, ma il figlio dell'emiro del regno, fuggì nella Penisola iberica, dove trovò il sostegno degli Omayyadi del Califfato di Cordova, riuscendo a riconquistare il regno dopo pochi mesi.

### L'esilio
Mūsā presto si rese conto che Yaḥyā cercava l'alleanza con Cordova (seguendo l'esempio del figlio del deposto emiro del Regno di Nekor). Mūsā istigò allora il cugino Maṣāla contro Yaḥyā, che fu detronizzato nel 919 o nel 920. Yaḥyā andò in esilio ad Assila, dove morì poco dopo.

### La restaurazione
I Miknāsa fedeli ai Fatimidi ottennero quindi il controllo di gran parte del Maghreb al-Aqsa. Maṣāla preoccupato per il crescente aumento del potere fatimide, che metteva in pericolo gli interessi stessi dei Miknāsa, iniziò a complottare contro di esso, mettendosi in contatto con il Califfato di Cordova ma ciò causò la sua deposizione ad opera dei Fatimidi. 
Nel 925, l'idriside al-Ḥasan "al-Ḥajjām", fratello di Yaḥyā III, sconfisse Mūsā b. Abī l-ʿĀfiya, entrando a Fez e ristabilendo il dominio idriside.